# Квардавозь
Квардаво́зь (рос. Квардавозь) — присілок в Ігринському районі Удмуртії, Росія.

## Населення
Населення — 58 осіб (2010; 65 в 2002).
Національний склад станом на 2002 рік:
- удмурти — 89 %

## Урбаноніми[3]
- вулиці — Бузкова